# Ratpenat llengut de Barbados
El ratpenat llengut de Barbados (Monophyllus plethodon) és una espècie de ratpenat de la família dels fil·lostòmids, que viu a les illes caribenyes d'Anguilla, Antigua i Barbuda, Barbados, Dominica, Guadalupe, Martinica, Montserrat, Saint Lucia i Saint Vincent i les Grenadines.

## Subespècies
- Monophyllus plethodon frater
- Monophyllus plethodon luciae
- Monophyllus plethodon plethodon